# Пожече (Мисліборський повіт)
Пожече (пол. Porzecze, нім. Hälse) — село в Польщі, у гміні Болешковиці Мисліборського повіту Західнопоморського воєводства.
Населення — 54 особи (2011).
У 1975-1998 роках село належало до Гожовського воєводства.

## Демографія
Демографічна структура станом на 31 березня 2011 року:
|          | Загалом | Допрацездатний вік | Працездатний вік | Постпрацездатний вік |
| -------- | ------- | ------------------ | ---------------- | -------------------- |
| Чоловіки | 35      | 7                  | 25               | 3                    |
| Жінки    | 19      | 0                  | 12               | 7                    |
| Разом    | 54      | 7                  | 37               | 10                   |